# Bathypalaemonellidae
Famille
Bathypalaemonellidae est une famille de crevettes (crustacés décapodes) de la super-famille Campylonotoidea.

## Liste des genres
Selon World Register of Marine Species (20 décembre 2018) :
- genre Bathypalaemonella Balss, 1914
- genre Bathypalaemonetes Cleva, 2001
- genre Gasconella